# 塞加马
塞加马（西班牙語：Cegama）是西班牙巴斯克自治区吉普斯夸省的一个市镇。总面积35平方公里，总人口1294人（2001年），人口密度37人/平方公里。